# High Society (album)
High Society är den walesiska drum and bass artisten High Contrasts andra album. Det släpptes år 2004 genom Hospital Records.

## Låtlista
1. Lovesick  – 7:14
2. Tutti Frutti  – 6:06
3. High Society (feat. Dynamite MC)  – 5:25
4. Brief Encounter  – 5:44
5. Racing Green  – 6:46
6. Angels And Fly (feat. No.Lay) – 5:12
7. Natural High  – 6:25
8. The Persistence Of Memory  – 6:29
9. Twilight's Last Gleaming  – 7:36
10. Only Two Can Play (feat. Spoonface) – 4:32
11. Yesterday's Colours  – 5:50
12. The Basement Track  – 5:41